# Guglielmo Gorni
Guglielmo Gorni (Romprezzagno, 7 agosto 1945 – Foligno, 28 novembre 2010) è stato un filologo e italianista italiano.

## Biografia
Dopo gli studi universitari a Pavia, in quel collegio Borromeo di cui andava ﬁero, e l'inizio della carriera accademica a Firenze, Gorni fu nominato professore all'Università di Ginevra nel 1977, all'età di trentadue anni. Ci sarebbe rimasto per venticinque anni, concorrendo a fare dell'italianistica, insieme a Carlo Ossola, una disciplina di ambizioni e portata eccezionali. Agli studenti di Ginevra, come a coloro che avevano varcato le Alpi per venire a lavorare con lui, sapeva comunicare la passione per la ricerca. Sapeva altresì riunire i migliori italianisti in occasione di convegni o conferenze, mentre intorno a lui maturavano vocazioni agli studi e si elaboravano tesi dottorali. Gorni non era però uomo che potesse appagarsi del solo suo terreno disciplinare. Personalità aperta e curiosa, accettava volentieri di uscire dall'ambito che era più suo per lanciarsi in imprese interdisciplinari, come fu il Groupe d'études sur le xvie siècle: uno spazio di sperimentazione e di discussione del quale era stato tra gli animatori. Per senso del dovere, ma anche per il gusto che ha avuto sempre nel prender parte alle decisioni, ricoprì la carica di vice-preside alla Facoltà di lettere dell'Università di Ginevra durante vari anni. Il lavoro era spesso pesante e i compiti amministrativi ingrati, ma la soddisfazione che gli veniva dall'essere parte del governo strategico e l'occasione che gli si offriva di osservare le moine della commedia umana, insieme alla buona dose di ironia di cui era dotato, sapevano attenuarne il peso. Pur sperimentando a fondo il piacere del lavoro intellettuale, Gorni non sdegnava da buon umanista di scendere su un terreno di politica universitaria.
Quando nel 1998 il grande collezionista e mecenate Jean-Paul Barbier-Mueller decise di creare all'università di Ginevra una Fondazione per lo studio della poesia italiana del Rinascimento, dotandola di un ricco fondo di cinquecentine (che oggi conta più di cinquecento volumi), parve ovvio che presidente ne divenisse Gorni. La grande antologia dei Poeti del Cinquecento da lui diretta, fece di lui in un sol colpo il miglior usufruttuario del fondo e l'ambasciatore ideale per valorizzare l'eccezionale dotazione di una biblioteca aperta ormai al mondo dei ricercatori.
Allo stesso modo altrettanto naturalmente sarebbero toccate a lui la concezione e la direzione della rivista Italique, che il fondatore aveva voluto per stimolare e promuovere gli studi sulla poesia del Rinascimento. Con la collaborazione vigile e competente di Paola Allegretti, Gorni fu durante un decennio il ‘maestro di bottega’ di quell'officina intellettuale. Nel 2002, chiamato «per chiara fama» all'Università della Sapienza di Roma, lasciò Ginevra per Foligno ma continuò il suo lavoro di redattore, passando gran parte del suo tempo nella lettura, correzione e sistemazione puntigliosa dei contributi. Per il tramite delle sue vaste relazioni, che dai giovani ricercatori si estendevano agli studiosi più accreditati, gli articoli arrivarono alla rivista e, con il succedersi dei numeri, si creò una comunità di studiosi. Non pare dubbio che la tenuta negli anni della rivista, così come la sua dimensione internazionale, discendano in prima istanza dall'autorità e dal prestigio scientiﬁco che è il suo. Dopo essere stato docente di letteratura italiana nell'università di Firenze e a lungo in quella di Ginevra (1977-2002), occupò la cattedra di Filologia della letteratura italiana nell'Università "La Sapienza" di Roma.

## Attività filologica
Guglielmo Gorni si occupò perlopiù di testi mediolatini e volgari; curò tra l'altro l'edizione delle Lettere inedite di Baldassare Castiglione, del Liber Pergaminus di Mosè del Brolo, delle Rime di Leon Battista Alberti, delle Rime di Luigi Da Porto.
Di fondamentale importanza i suoi studi danteschi, che hanno portato nel 1996 a una nuova e discussa edizione critica del testo della Vita Nova, che rompe con le tradizionali divisioni e scelte stilistiche ferme fino ad allora all'edizione Barbi del 1921: l'intervento più macroscopico di Gorni è la suddivisione del testo dantesco in 31 paragrafi secondo una logica nuova, laddove quello barbiano era diviso in 42 capitoli, scansione accettata per tutto il Novecento.

## Opere

### Saggi
- Il nodo della lingua e il verbo d'amore. Studi su Dante e altri duecentisti, Collana di Saggi di Lettere italiana, Firenze, Leo S. Olschki, 1981-2020, ISBN 978-88-222-2995-3.
- Lettera nome numero. L'ordine delle cose in Dante, Collana Ricerca, Bologna, Il Mulino, 1990, ISBN 978-88-150-2862-4.
- Metrica e analisi letteraria, Collana Saggi, Bologna, Il Mulino, 1993, ISBN 978-88-150-4145-6.
- Dante nella selva oscura. Il primo canto della Commedia, collana Lezione di poesia, Pratiche, 1995, ISBN 978-88-738-0215-0. -Francesco Cesati Editore, 2002, ISBN 978-88-766-7123-4.
- Il Dante perduto. Storia vera di un falso, Collana Paperbacks e Readers, Torino, Einaudi, 1994-1997, ISBN 978-88-061-3354-2.
- Dante prima della Commedia, Collana Saggi di LIA, Fiesole (FI), Cadmo, 2001, ISBN 978-88-7923-232-6.
- La Società dantesca italiana si difende da sé, Firenze, Le Lettere, 2007, ISBN 978-88-608-7085-8.
- Dante. Storia di un visionario, Collana Storia e Società, Roma-Bari, Laterza, 2008, ISBN 978-88-420-8504-1.
- Repertorio metrico della canzone italiana dalle origini al Cinquecento(REMCI), Collana Filologi e ordinatori, Francesco Cesati Editore, 2008, ISBN 978-88-766-7356-6.
- Guido Cavalcanti. Dante e il suo «primo amico», Collana Dantesca, Ariccia (RM), Aracne, 2009, ISBN 978-88-548-2527-7.
- Leon Battista Alberti. Poeta, artista, camaleonte, Collana Uomini e dottrine, Roma, Edizioni di Storia e Letteratura, 2012, ISBN 978-88-637-2418-9.

### Curatele
- Baldassar Castiglione, Lettere inedite e rare, Milano-Napoli, Riccardo Ricciardi Editore, 1969.
- Leon Battista Alberti, Rime e versioni poetiche, edizione critica e commento di G. Gorni, Milano-Napoli, Riccardo Ricciardi, 1975.
- Il Liber Pergaminus di Mosè de Brolo, Collana Estratti dagli Studi medievali, Fondazione CISAM, 1980, ISBN 978-88-798-8264-4.
- Luigi Da Porto, Rime, a cura di G. Gorni e Giovanna Brianti, Vicenza, Neri Pozza, 1983, ISBN 978-88-730-5198-5.
- Dante Alighieri, Vita Nova, Collana Nuova raccolta di classici italiani annotati N.15, Torino, Einaudi, ottobre 1996,  pp. XLVIII-390, ISBN 978-88-061-3225-5. - nuova ed. riveduta e aggiornata, in Opere. Rime, Vita Nova, De vulgari eloquentia, vol. I, Collana I Meridiani, Milano, Mondadori, 2011.

| Controllo di autorità | VIAF (EN) 73869014 · ISNI (EN) 0000 0000 6154 925X · SBN CFIV052758 · BAV 495/300146 · LCCN (EN) n85252555 · GND (DE) 119414961 · BNF (FR) cb12033493q (data) · J9U (EN, HE) 987007331792205171 |